# Société d’Études Aéronautiques
Société d'études aéronautiques (SEA) — ныне не существующая французская авиастроительная компания, основанная в 1916 году в Сюрене.

## История
После успеха выпускавшей воздушные винты компании Éclair, Марсель Блок и Анри Поте, решили продолжить свою деятельность в области авиастроения. При финансовой помощи владельца фабрики обоев Рене Леви-Фингера и техническом содействии конструктора Луи Королье ими была основана компания, которая на первых порах должна была выпускать по лицензии истребители SPAD.
Разработка собственных моделей самолётов привела к созданию SEA IV, на партию которого в количестве 1000 штук был получен заказ Военного министерства. Серийное производство этого аэроплана было несколько замедлено отсутствием его конструктора, находившегося в составе французской миссии в США для содействия организации выпуска истребителя LUSAC-11.
Для выполнения военного заказа Поте, Блок и Леви-Фингер основали в Анже новую компанию, Compagnie Anjou aéronautique. Её производственные мощности расположились в мастерских нового компаньона Жюльена Бессонно.
Первый серийный SEA IV был выпущен 11 ноября 1918 года, в день капитуляции Германии, заказ на него был сокращён до 115 экземпляров, а разработанные истребитель SEA V, и дюралюминиевый бомбардировщик SEA VI так и остались на бумаге.
Хотя обе компании были ликвидированы в 1919 году, уже в том же году Анри Поте организовал новую фирму, Aéroplanes Henry Potez, которая просуществовала до 1967 года. После закрытия её активы достались Sud Aviation, впоследствии вошедшей в состав Aérospatiale, ныне EADS. Её первая модель Potez VII, была разработана на основе SEA IV. Созданная же в 1928 году Марселем Блоком, сменившим фамилию на Дассо, Dassault Aviation существует про сей день.

## Продукция компании
- SEA I, 1916, прототип биплана по типу Avro 504;
- SEA II, 1917, проект
- SEA III, 1917, проект разведчика-биплана;
- SEA IV, 1918, истребитель, серия в 115 штук;
- SEA IV-PM, прототип рекордного самолёта на базе SEA IV C2, попытка перелёта завершилась неудачей;
- SEA V, 1918, проект истребителя-моноплана;
- SEA VI, 1919, проект бомбардировщика.